# George Sheldon (Wasserspringer)
George Herbert Sheldon (* 17. Mai 1874; † 25. November 1907 in St. Louis) war ein US-amerikanischer Wasserspringer, der im 10-m-Turmspringen antrat. Bei den Olympischen Spielen 1904 in St. Louis wurde er der erste Olympiasieger im Wasserspringen.
Wasserspringen war bei den Spielen 1904 erstmals im olympischen Programm. Es nahmen nur US-amerikanische und deutsche Athleten teil.  Beim ersten Wettbewerb, dem 10-m-Turmspringen, gehörten auch Brettsprünge aus geringeren Höhen zum Wettkampf. Der Wettbewerb verlief sehr kontrovers. Die deutschen Springer zeigten die schwereren, die US-amerikanischen die eleganteren Sprünge, so entbrannte ein Streit darum, welche Leistung höher zu bewerten ist. Sheldon wurde schließlich zum Gewinner des Wettbewerbs ernannt, aber nach einem Protest der deutschen Athleten wurde die Siegerehrung abgesagt und die endgültige Entscheidung vertagt. Erst nach einer Woche wurden die Ergebnisse abschließend bestätigt und Sheldon wurde offiziell erster Olympiasieger im Wasserspringen.
Ein Jahr später gewann er vom Turm den Titel bei der AAU-Meisterschaft in New York, bei der erstmals feste Bewertungskriterien für die Sprünge angewendet wurden.
Sheldon, der in St. Louis als Augenarzt tätig war, erlag im Alter von 33 Jahren einem Herzleiden. Seine Leistungen gelten bis heute als entscheidend für die Einführung neuer Bewertungsrichtlinien, die den gesamten Sprung inklusive Eleganz und Eintauchphase beurteilen, und nicht nur Akrobatik und Schwierigkeit. Im Jahr 1989 wurde er in die Ruhmeshalle des Wasserspringens aufgenommen.